# PlatformIO
PlatformIO（也称PIO）是一款开源且跨平台的嵌入式系统与产品程序的开发工具，可用于多种嵌入式架构与平台的开发。

## 简介
与通常与厂商绑定的嵌入式开发工具不同，PlatformIO支持多种嵌入式平台，例如STM32、STM8、ESP32、Amtel AVR、ESP8266、8051等。
PlatformIO的核心组件是称为“PIO Core”的命令行工具，基于Python编写，它可以独立于集成开发环境与文本编辑器使用。PlatformIO也为许多集成开发环境与文本编辑器开发了插件，包括Atom、Eclipse、Emacs、NetBeans、Vim、Visual Studio与Visual Studio Code。
PlatformIO支持单元测试与远程开发功能，还附带了简易的串口调试工具。PlatformIO为不同的嵌入式平台提供不同的框架，开发者可以选用厂商提供的或者跨平台的SDK，比如Arduino框架；同时PlatformIO也提供第三方代码库的引用与管理功能，能够直接在IDE内安装这些第三方库。